# Dallas Long
Dallas Crutcher Long, més conegut com a Dallas Long   (Pine Bluff, 13 de juny de 1940 - Whitefish, 10 de novembre de 2024), fou un atleta estatunidenc, especialista en el llançament de pes, guanyador de dues medalles olímpiques.
El 1960 va prendre part en els Jocs Olímpics d'Estiu de Roma, on va guanyar la medalla de bronze en la prova del llançament de pes del programa d'atletisme. Quatre dies més tard, en els Jocs de Tòquio, guanyà la medalla d'or en la mateixa prova. En el seu palmarès també destaca una medalla de plata en els Jocs Panamericans de 1959, així com el títol de l'AAU de 1961 i el de la NCAA de 1960 a 1962.
Durant la seva carrera esportiva va establir set rècords del món de l'especialitat, el darrer dels quals el 1964 en llançar el pes fins als 20,68 metres.
Va estudiar a la Universitat del Sud de Califòrnia. El 1996 va ser inclòs al National Track and Field Hall of Fame. El 2020 vivia a Whitefish, Montana, amb la seva dona Suzanne. Morí el novembre de 2024 arran de les complicacions de la malaltia de Parkinson que patia.

## Millors marques
- Llançament de martell. 20,68 cm (1964)[8]